# Mitose-promoting factor
De mitose-promoting factor (maturation promoting factor, M-Phase promoting factor) (MPF) is een multiproteïnecomplex dat belangrijk is voor de regulatie van de celcyclus bij eukaryoten, omdat het de mitose inleidt. Het bestaat uit de cycline-afhankelijke kinase CDK1 (ook wel cdc2 genoemd) en het regulatoreiwit cycline A of B.
Als beide enzymen niet-actief zijn, is het CDK1 gefosforyleerd en het cycline gedefosforyleerd. Na omzetting van het CDK1 in een gedefosforyleerde en het cycline in een gefosforyleerde vorm, vormen de beide enzymen de actieve mitose-promoting factor. Deze facor stuurt door de kinasewerking van CDK1 de fosforylering van verscheidene eiwitten, ongeveer zoals histon H1 of lamine en leidt daarmee de profase van de mitose in. De geactiveerde eiwitten zorgen onder andere voor de condensatie van de chromatinen, het oplossen van de kernmembraan en de organisatie van het spoellichaampje. Al deze processen zijn voor de mitose essentieel.